# Julian Faye Lund
Julian Rekdahl Faye Lund (Oslo, 20 maggio 1999) è un calciatore norvegese, portiere del Bodø/Glimt.

## Carriera

### Club
Faye Lund ha giocato nelle giovanili dell'Oppsal, compagine per cui ha esordito in prima squadra nel corso della stagione 2014, in 3. divisjon. A luglio 2015 è stato ingaggiato dal Rosenborg, che lo ha aggregato alla prima squadra come portiere di riserva.
Il 28 marzo 2017 è passato al Levanger con la formula del prestito. Ha esordito con questa maglia il 23 aprile, schierato titolare nel pareggio casalingo per 1-1 contro il Mjøndalen. Successivamente, il prestito è stato prolungato per un'ulteriore stagione.
Il 22 marzo 2019 è passato al Mjøndalen, sempre con la formula del prestito. Il 30 marzo ha quindi debuttato in Eliteserien, in occasione della partita persa per 2-0 contro il Vålerenga.
È ritornato al Rosenborg al termine del prestito.
Il 12 maggio 2021 è stato ceduto all'HamKam, sempre con la formula del prestito, valido fino al 1º agosto.
Il 27 giugno 2022, il Bodø/Glimt ha comunicato l'ingaggio di Faye Lund, che ha firmato col nuovo club un contratto valido fino al 31 dicembre 2026: l'accordo sarebbe stato ratificato a partire dal 1º agosto, alla riapertura del calciomercato locale.

### Nazionale
Faye Lund ha rappresentato la Norvegia a livello Under-15, Under-15, Under-17, Under-18, Under-19, Under-20 e Under-21. Con la Nazionale Under-20 ha partecipato al campionato mondiale di categoria 2019, in cui la Norvegia è stata eliminata alla fase a gironi.

## Statistiche

### Presenze e reti nei club
Statistiche aggiornate al 31 dicembre 2023.
| Stagione          | Club              | Campionato        | Campionato | Campionato | Coppe nazionali | Coppe nazionali | Coppe nazionali | Coppe continentali | Coppe continentali | Coppe continentali | Supercoppe | Supercoppe | Supercoppe | Totale | Totale |
| Stagione          | Club              | Comp              | Pres       | Reti       | Comp            | Pres            | Reti            | Comp               | Pres               | Reti               | Comp       | Pres       | Reti       | Pres   | Reti   |
| ----------------- | ----------------- | ----------------- | ---------- | ---------- | --------------- | --------------- | --------------- | ------------------ | ------------------ | ------------------ | ---------- | ---------- | ---------- | ------ | ------ |
| 2014              | Oppsal            | 3D                | ?          | -?         | CN              | ?               | -?              | -                  | -                  | -                  | -          | -          | -          | ?      | -?     |
| gen.-lug. 2015    | Oppsal            | 3D                | ?          | -?         | CN              | ?               | -?              | -                  | -                  | -                  | -          | -          | -          | ?      | -?     |
| Totale Oppsal     | Totale Oppsal     | Totale Oppsal     | ?          | - ?        |                 | ?               | -?              |                    | -                  | -                  |            | -          | -          | ?      | -?     |
| lug.-dic. 2015    | Rosenborg         | ES                | 0          | 0          | CN              | 0               | 0               | UEL                | 0                  | 0                  | -          | -          | -          | 0      | 0      |
| 2016              | Rosenborg         | ES                | 0          | 0          | CN              | 0               | 0               | UCL+UEL            | 0                  | 0                  | -          | -          | -          | 0      | 0      |
| 2017              | Levanger          | 1D                | 27         | -33        | CN              | 2               | -5              | -                  | -                  | -                  | -          | -          | -          | 29     | -38    |
| 2018              | Levanger          | 1D                | 28         | -63        | CN              | 3               | -4              | -                  | -                  | -                  | -          | -          | -          | 31     | -67    |
| Totale Levanger   | Totale Levanger   | Totale Levanger   | 55         | -96        |                 | 5               | -9              |                    | -                  | -                  |            | -          | -          | 60     | -105   |
| 2019              | Mjøndalen         | ES                | 25         | -42        | CN              | 3               | -3              | -                  | -                  | -                  | -          | -          | -          | 28     | -45    |
| 2020              | Rosenborg         | ES                | 12         | -12        | -               | -               | -               | UEL                | 0                  | 0                  | -          | -          | -          | 0      | 0      |
| gen.-mag. 2021    | Rosenborg         | ES                | 0          | 0          | CN              | 0               | 0               | UEL                | 1                  | -2                 | -          | -          | -          | 13     | -14    |
| mag.-lug. 2021    | HamKam            | 1D                | 13         | -13        | CN              | 0               | 0               | -                  | -                  | -                  | -          | -          | -          | 0      | 0      |
| ago.-dic. 2021    | Rosenborg         | ES                | 5          | -4         | CN              | 0               | 0               | UECL               | 0                  | 0                  | -          | -          | -          | 5      | -4     |
| gen.-lug. 2022    | Rosenborg         | ES                | 0          | 0          | CN              | 2               | -1              | -                  | -                  | -                  | -          | -          | -          | 2      | -1     |
| Totale Rosenborg  | Totale Rosenborg  | Totale Rosenborg  | 17         | -16        |                 | 2               | -1              |                    | 1                  | -2                 |            | -          | -          | 20     | -19    |
| ago.-dic. 2022    | Bodø/Glimt        | ES                | 4          | -5         | CN              | 2               | -3              | UCL+UEL+UECL       | 1+0+2              | -1+0+-1            | -          | -          | -          | 9      | -10    |
| 2023              | Bodø/Glimt        | ES                | 2          | -4         | CN              | 4               | -4              | UEL+UECL           | 0+2                | 0+-5               | -          | -          | -          | 8      | -13    |
| Totale Bodø/Glimt | Totale Bodø/Glimt | Totale Bodø/Glimt | 6          | -9         |                 | 6               | -7              |                    | 5                  | -7                 |            | -          | -          | 17     | -23    |
| Totale            | Totale            | Totale            | 116+       | -176+      |                 | 9+              | -20+            |                    | 6                  | -9                 |            | -          | -          | 131+   | -205+  |

## Palmarès

### Club

#### Competizioni giovanili
- Norgesmesterskapet G19: 1

Rosenborg: 2015

#### Competizioni nazionali
- Campionato norvegese: 2

Bodø/Glimt: 2023, 2024